# Tentava la vostra mano la tastiera
Tentava la vostra mano la tastiera è una poesia di Eugenio Montale, facente parte della raccolta Ossi di seppia.

## Metrica
La poesia è composta da tre quartine. Le rime sono regolari: alternate nelle prime due strofe e incrociate nell'ultima. Il ritmo dei versi è endecasillabo, tridecasillabo e composto.

## Analisi del componimento
Il componimento è dedicato a Paola Nicoli. È una poesia implicitamente d'amore, capace di evocare, basandosi sullo spunto di una situazione quotidiana, uno dei temi principali della poesia montaliana: la relazione tra l'io e il mondo naturale. La donna è rappresentata al pianoforte, in difficoltà durante l'esecuzione di un brano. 
Nella prima strofa sembra che la natura partecipi a questo momento e che unisca la donna e l'io lirico. L'utilizzo del termine tentare, usato per gli strumenti a corde, è un collegamento con Myricae di Pascoli. Il termine esprime l'incertezza dell'esecuzione musicale di Paola Nicoli. 
Montale descrive una natura intenerita dalla scena; questa è rappresentata dal rumore leggero del mare e dalle farfalle posate sul ramoscello che si intravede fuori dalla finestra. 
L'ignoranza, definita da Montale dolce, è vista dall'io lirico come un'intesa con Paola Nicoli.